# Huset Carandini
Huset Carandini (oprindeligt Huset Risi) er en italiensk adelsfamilie.
Husets eksistens kan dokumenteres tilbage til mindst det 12. århundrede, da den tysk-romerske kejser Frederik Barbarossa gav familien retten til at bære det tysk-romerske riges våbenskjold; i det 15. århundrede var Carandinierne steget i anseelse og var en betydelig politisk magt i Modena. Titlen som Conte (greve) blev tildelt en Carandini efter søslaget ved Lepanto. Blandt yderligere titler, der senere blev opnået, var titlen som Marchese (markis) af Sarzano. Et eller flere medlemmer af familien blev politiske flygtninge i det 19. århundrede og flygtede til England eller Australia. Et andet medlem af huset, Filippo Carandini, var præfekt for Kongregationen for gejstligheden og en deltager i konklavet 1799–1800.

## Notable medlemmer af Huset Carandini
- Andrea Carandini
- Filippo Carandini
- Nicolò Carandini
- Marie Carandini
- Matteo Carandini
- Ercole Consalvi
- Christopher Lee
- Rosina Palmer